# Barra do Bugres (ort)
Barra do Bugres är en ort i Brasilien.   Den ligger i kommunen Barra do Bugres och delstaten Mato Grosso, i den centrala delen av landet, 1 000 km väster om huvudstaden Brasília. Barra do Bugres ligger 183 meter över havet och antalet invånare är 31 311.
Terrängen runt Barra do Bugres är platt. Det finns inga andra samhällen i närheten.
Omgivningarna runt Barra do Bugres är huvudsakligen savann. Runt Barra do Bugres är det mycket glesbefolkat, med 6 invånare per kvadratkilometer.